# Mahajanga (tỉnh)
Mahajanga là một tỉnh của Madagascar. Tỉnh này có diện tích 150.023 km². Dân số thời điểm năm 2011 là 2.224.570 người. Tỉnh lỵ là Mahajanga.
Ngoại trừ tỉnh Fianarantsoa, tỉnh Mahajanga giáp các tỉnh còn lại của quốc gia này:
- Antsiranana – phía bắc
- Toamasina – phía đông
- Antananarivo – phía đông nam
- Toliara – tây nam

## Các đơn vị hành chính
| 1. Ambatoboeny 2. Ambatomainty 3. Analalava 4. Antsalova 5. Antsohihy 6. Bealanana 7. Befandriana-Avaratra 8. Besalampy 9. Boriziny 10. Kandreho 11. Maevatanana | 1. Mahajanga II 2. Mahajanga I 3. Maintirano 4. Mampikony 5. Mandritsara 6. Marovoay 7. Mitsinjo 8. Morafenobe 9. Soalala 10. Tsaratanana |